# Kaboud val
Kaboud val (en persa: آبشار کبودوال) también transcrito Kaboud vâl, es una cascada en la provincia iraní de Golestán. Se encuentra cerca de la ciudad de Aliabad-e katul, a unos 3 kilómetros al sur.
Kaboud-val es la cascada más grande lleno de musgo en Irán y es uno de los lugares de paseo marítimo de la provincia de Golestán. Su altura es de unos seis metros y su agua es fresca y potable.

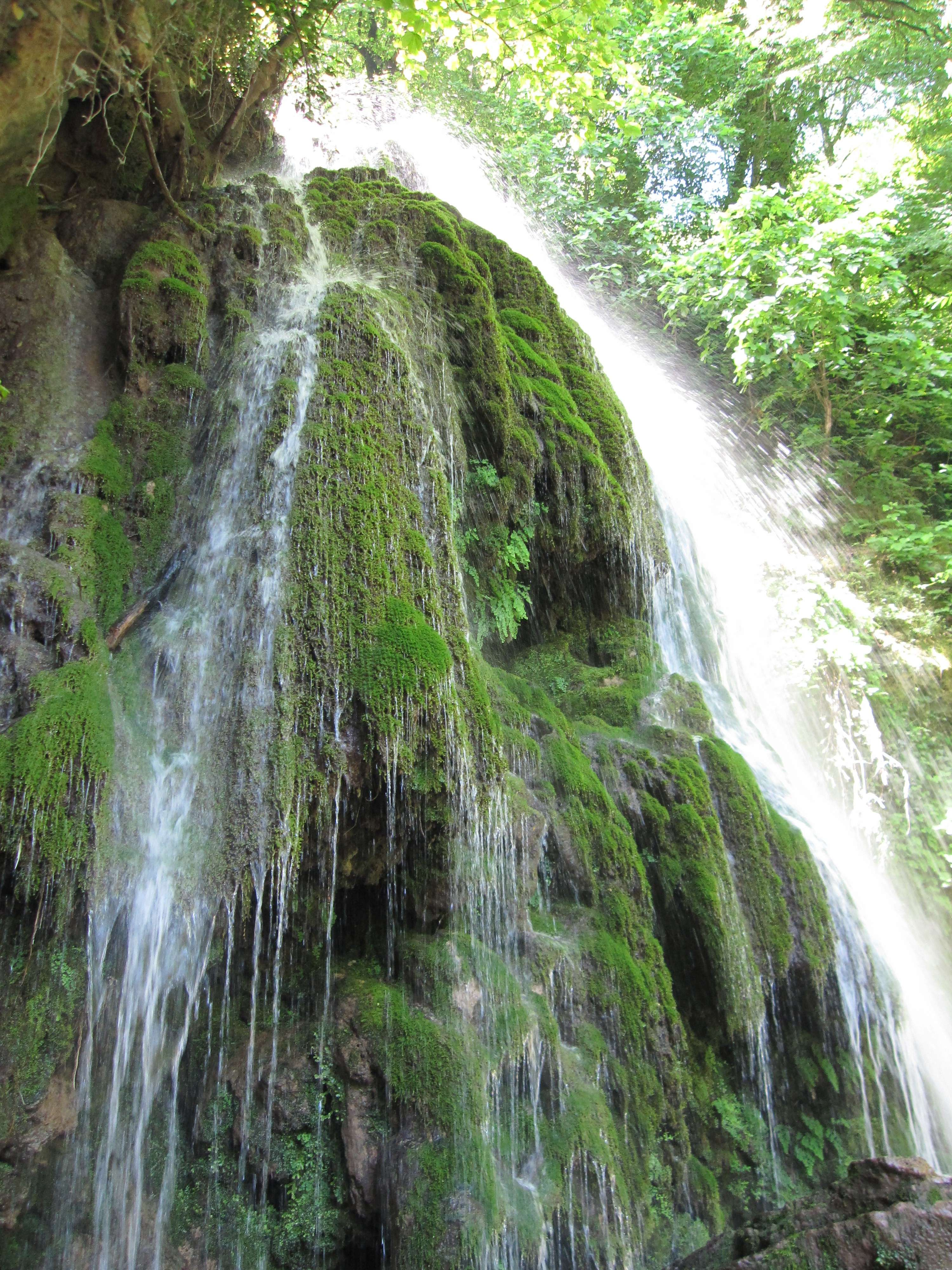

## Véase también

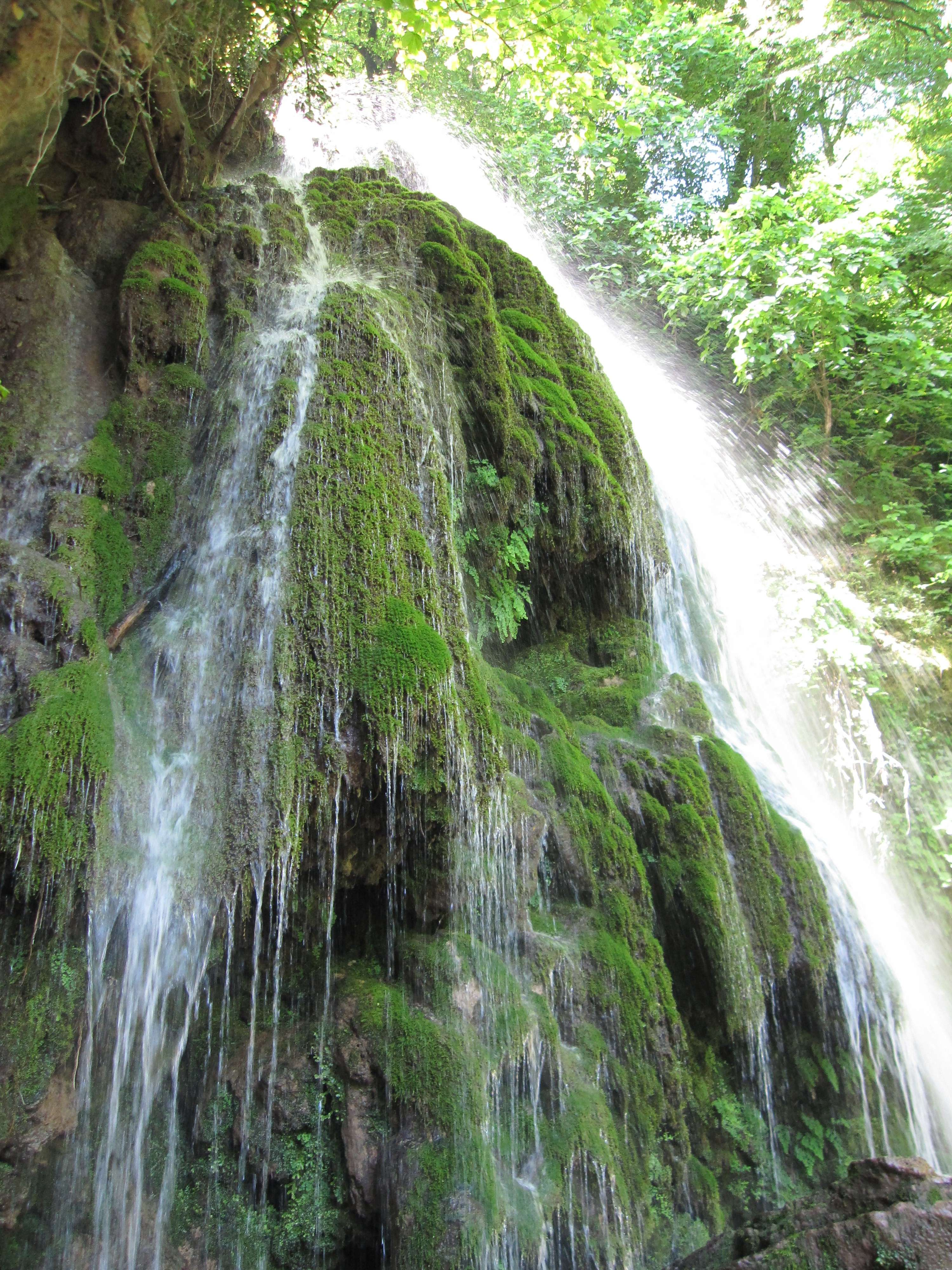
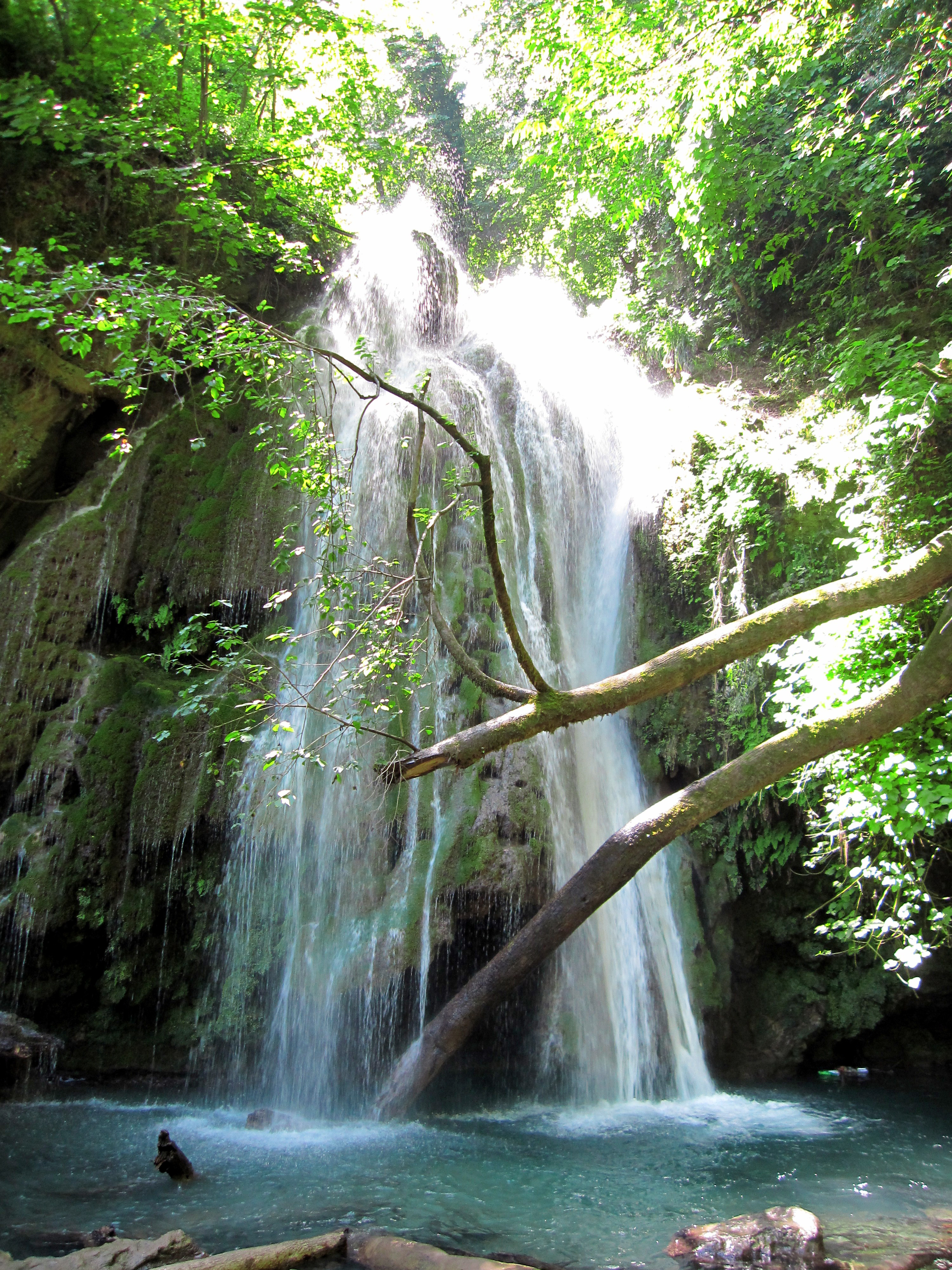
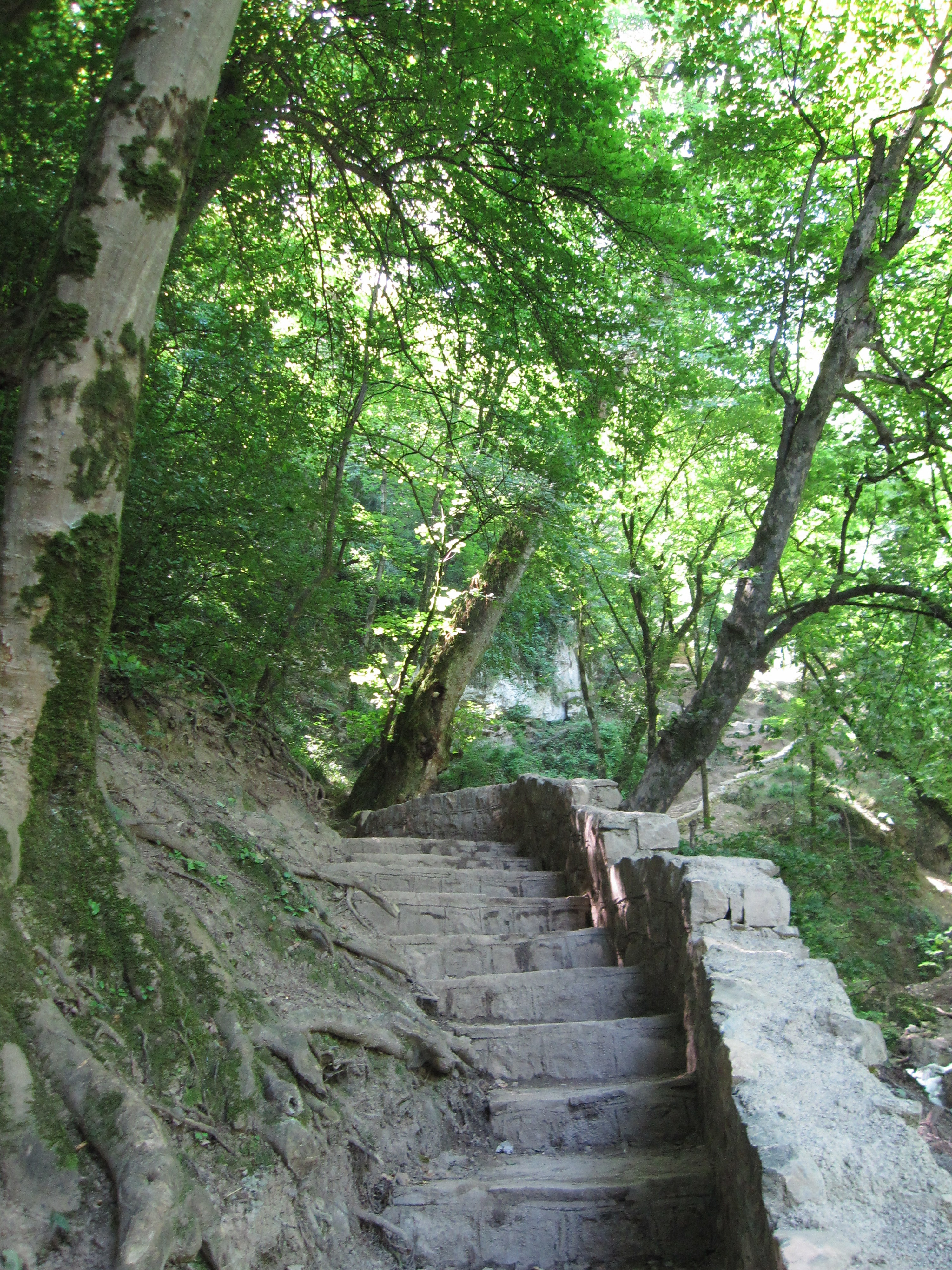
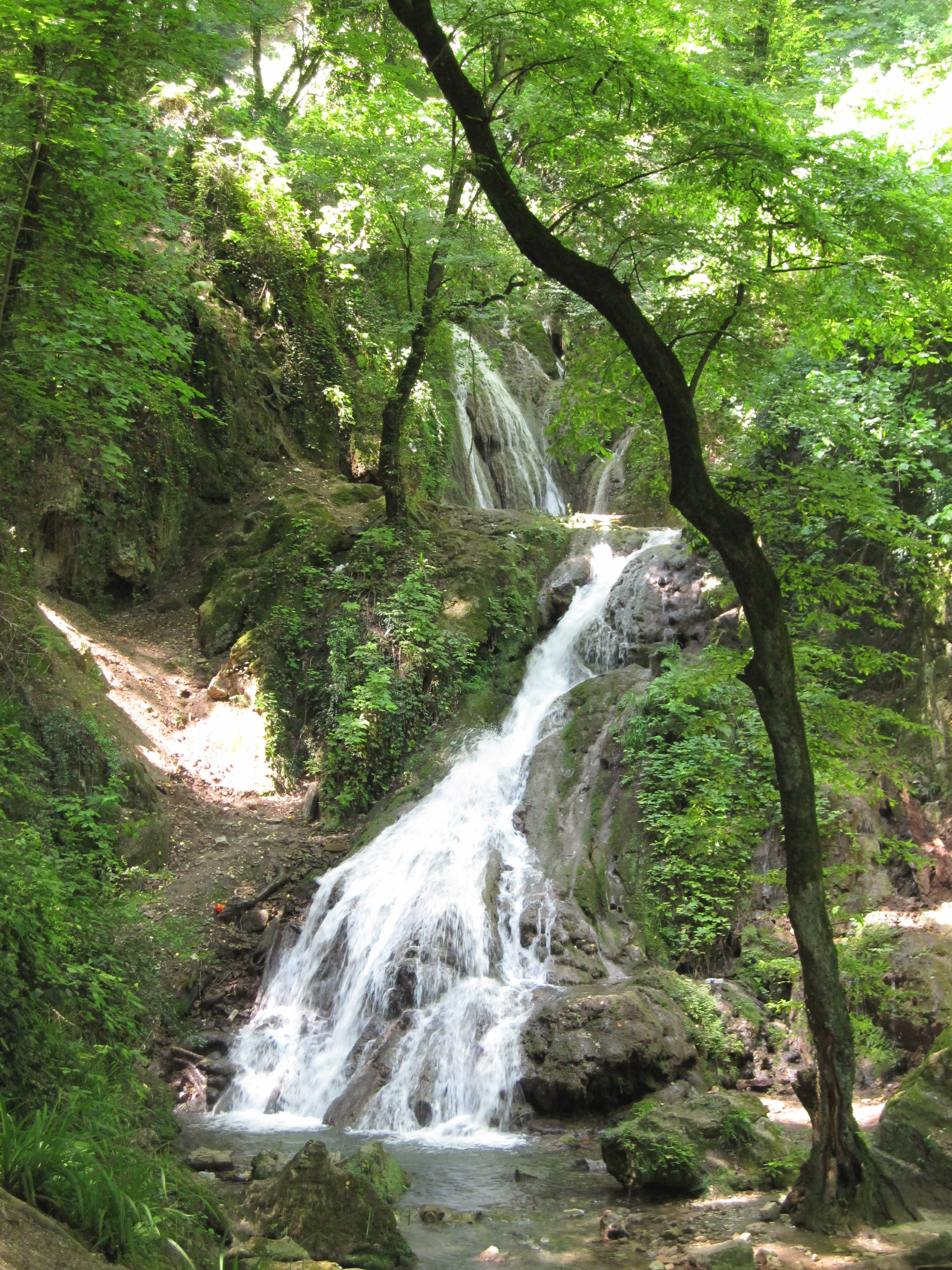
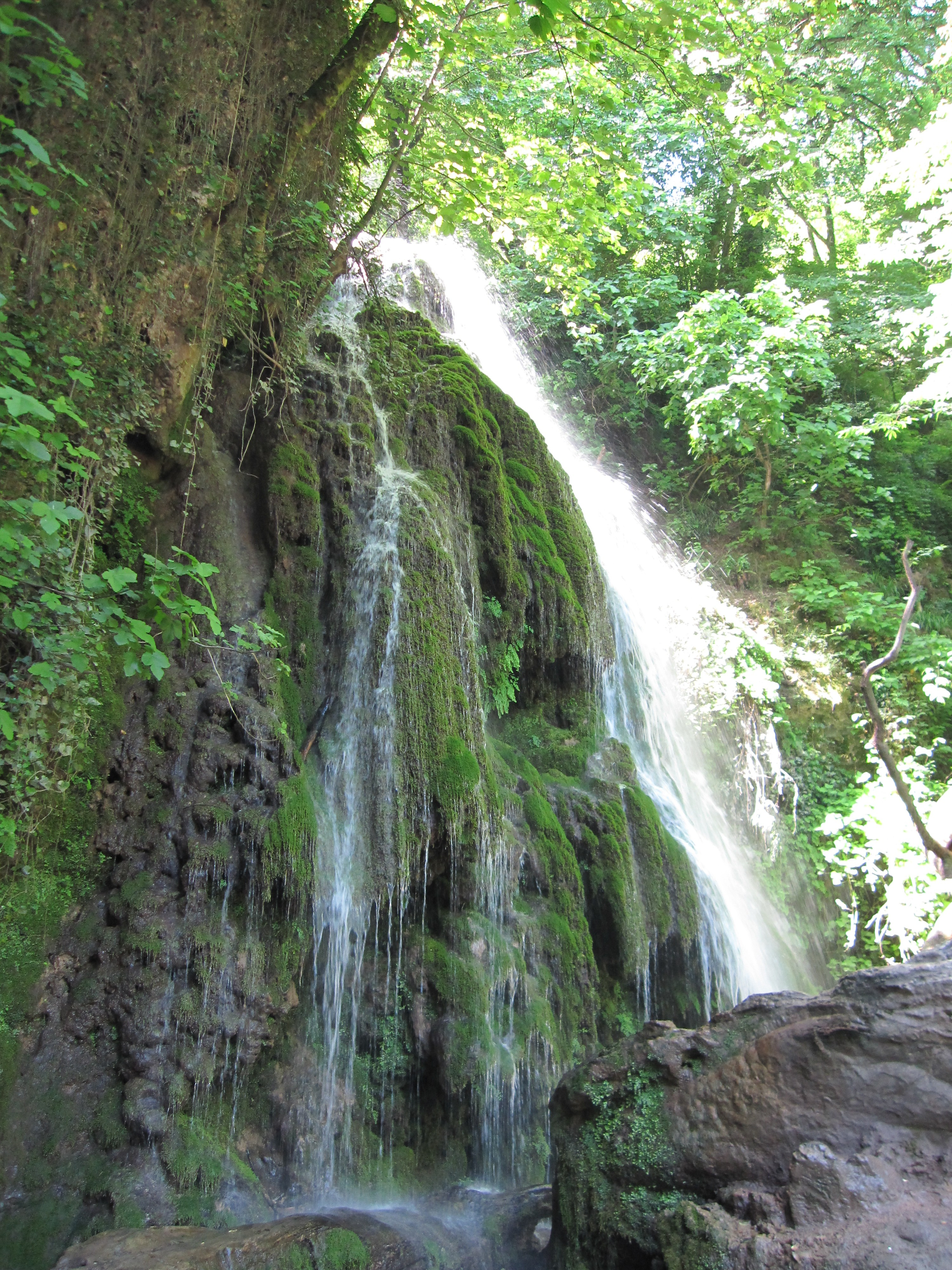
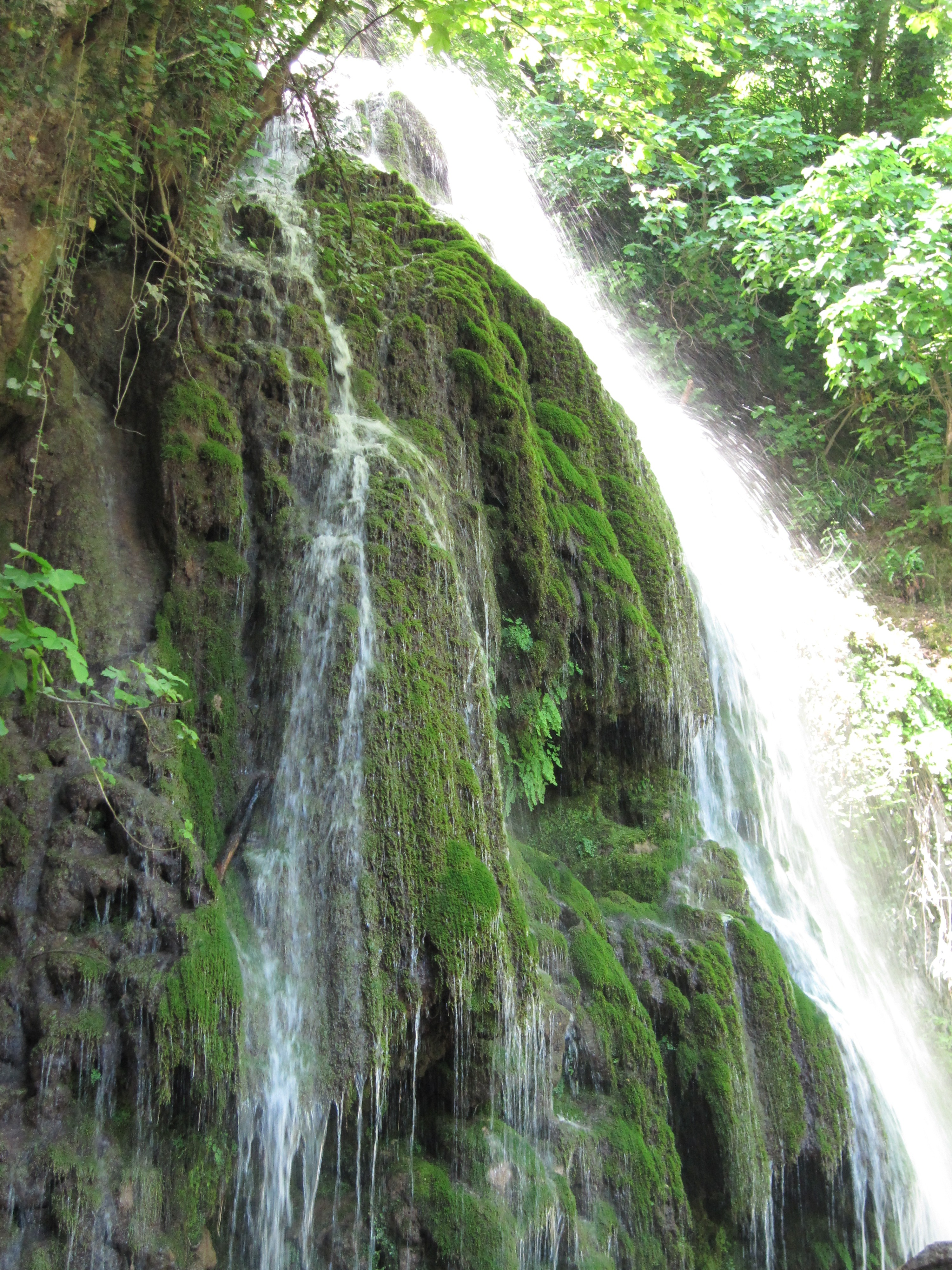